# El baró fantàstic
El baró fantàstic (títol original en txec: Baron Prášil) és una pel·lícula de l'any 1961 dirigida per Karel Zeman i protagonitzada per Miloš Kopecký i Rudolf Jelínek. La pel·lícula es va doblar i subtitular al català.

## Argument
El cosmonauta Tonik arriba a la Lluna. Hi troba Cyrano de Bergerac, que el porta a sopar amb el Baró de Münchhausen. Apareixen també els exploradors d'una novel·la de Jules Verne. Plegats brinden pel Tonik, a qui Münchhausen convida a emprendre una fantàstica aventura. Junts viatgen al palau d'un soldà turc, a Constantinoble, alliberant la princesa Bianca. Encalçats pels turcs, viatgen amb un vaixell holandès fins a Venècia. Una gran balena s'empassa el baró i la princesa. Amb la balena, que també porta uns pirates dins l'estómac, viatgen pels oceans.

## Context històric i artístic
Inspirant-se en el llibre de Rudolf Erich Raspe sobre el molt mentider Baró de Münchhausen i en les reeixides il·lustracions fetes per Gustave Doré per a una de les edicions, el molt creatiu cineasta Karel Zeman es va endinsar en les profunditats quimèriques i barroques d'un món imaginari. A més del baró, en la seua infidel, romàntica i al·lucinada transcripció també hi tenen cabuda altres cèlebres personatges literaris com Cyrano de Bergerac i algunes criatures de Jules Verne, autor al qual ja havia retut homenatge en Un invent diabòlic (1958). En una època significada pels patrons estilístics i ideològics dels estudis estatunidencs Walt Disney Pictures, l'artista txec va fer cas omís a l'animació convencional, combinant actors i imatges reals amb dibuixos mòbils, fotografies, antigues estampes i gravats, transparències i pintures, aconseguint així una de les seues obres més divertides i notables.
Explorant les grans possibilitats plàstiques i expressives de l'animació i de l'art audiovisual, Karel Zeman realitzaria una obra deliciosa i plena d'alè poètic. Hereva directa del primitiu i màgic cinema de Georges Méliès, però igualment treballada amb propostes i solucions avantguardistes, la pel·lícula conté algunes memorables seqüències (com aquella on el llegendari Münchhausen, present en les guerres turques, irromp sobrevolant el camp enemic, cavalcant sobre una bola de canó). Aquesta obra artística es va fer als estudis de Praga, en els anys cinquanta i seixanta, competint amb Zagreb en el lideratge del millor cinema d'animació europeu. A la capital txeca, Karel Zeman va coincidir amb altres animadors de gran talent i inventiva, cas de Jiří Trnka.

## Frases cèlebres
| « | "Heu de saber que el nom del Baró de Münchhausen és etern, immortal. No es pot fer res per a evitar-ho, ja que aquest és el meu destí." (Miloš Kopecký interpretant el baró fantàstic) | » |

## Curiositats
- El director d'origen estatunidenc Terry Gilliam va veure aquesta pel·lícula al British Film Institute i s'hi va inspirar per a filmarLes aventures del baró Munchausen (1988). Segons Gilliam, «la pel·lícula capturava el veritable esperit del personatge».[4]

## Crítiques
L'historiador de cinema Peter Hames va dir d'aquesta pel·lícula que era «potser, la millor de Karel Zeman».